# Problem Child 2
Problem Child 2 is een Amerikaanse komediefilm uit 1991 en een vervolg op de film Problem Child uit 1990; een voortzetting van de heldendaden van Junior (Michael Oliver), een geadopteerde weesjongen die opzettelijk overal komische ravage aanricht. John Ritter keert terug als zijn geadopteerde vader, Ben Healy. Amy Yasbeck, die de vrouw van Ben, Flo, in de eerste film speelde, keert ook terug, als schoolverpleegster Annie Young. Het werd geproduceerd door Robert Simonds, die ook de eerste film produceerde.

## Synopsis
Junior, het kleine monster, is terug en samen met Ben, zijn adoptievader, verhuist hij naar Mortville 'de scheidingshoofdstad van de wereld'. Daar aangekomen, wordt Ben verliefd op Lawanda Dumore, een mooie, rijke maar gemene vrouw die met hem wil trouwen en zich van Junior wil ontdoen. Terwijl Junior en zijn 
nieuwe vriendinnetje Trixie (ook een klein monstertje en de dochter van schoolzuster Annie) dit proberen te voorkomen en pogen hun ouders verliefd op elkaar te laten worden, komen ze flink in de problemen terecht en ontdekken we dat ÉÉN monster al erg genoeg is, maar TWEE een regelrechte ramp!

## Rolverdeling
| Acteur                     | Personage                    |
| -------------------------- | ---------------------------- |
| John Ritter                | Benjamin "Ben" Healy Jr.     |
| Michael Oliver             | Junior Healy                 |
| Amy Yasbeck                | Annie Young                  |
| Ivyann Schwan              | Trixie Young                 |
| Jack Warden                | Benjamin "Big Ben" Healy Sr. |
| Laraine Newman             | LaWanda Dumore               |
| Gilbert Gottfried          | Igor Peabody                 |
| Paul Willson               | Smith, LaWanda's assistent   |
| Bob Smith                  | Eerwaarde Flanagan           |
| Alan Blumenfeld            | Aron Burger                  |
| Charlene Tilton            | Debbie Claukinski            |
| Krystle en Tiffany Mataras | Dolly & Madison              |
| James Tolkan               | Mr. Thorn                    |
| Kristina Simonds           | Rhoda                        |
| Eric Edwards               | Murph                        |
| Martha Quinn               | Emily                        |
| Barclay                    | Nippy                        |